# 刘呈云
刘呈云（1911年—1993年4月），男，陕西清涧人，中华人民共和国政治人物，曾任青海省政协副主席，青海省人大常委会副主任，青海省科学技术协会主席。